# Сопєлкін Олександр Леонідович
Олександр Леонідович Сопєлкін (13 квітня 1935, Владивосток — 6 лютого 2022, Дніпро) — український художник; член Спілки радянських художників України з 1970 року. Батько художника Максима Сопєлкіна.

## Біографія
Народився 13 квітня 1935 року в місті Владивостоці (нині Росія). У 1939 році його сім'я переїхала до Дніпропетровська. Під час німецько-радянської війни перебував в евакуації на Кавказї, а після її закінчення повернувся до Дніпропетровська, де закінчив середню школу і у 1950 році поступив до Дніпропетровського художнього училища, був учнем Миколи Погрібняка.
1961 року закінчив факультет монументального живопису Львівського інституту прикладного та декоративного мистецтва, де навчався у Романа Сельського. Дипломна робота — декоративне оформлення басейну Львівського спорткомбінату (керівник Василь Любчик, оцінка — задовільно).
Мешкав у місті Миколаєві в будинку на проспекті Леніна, № 96, квартира № 25 та у місті Дніпрі в будинку на вулиці Комсомольській, № 24, квартира № 3А. Помер у місті Дніпрі 6 лютого 2022 року.

## Творчість
Працював у галузях монументально-декоративного мистецтва, станкового живопису. Серед монументальних робіт:
- панно «700-річчя Львова» в Будинку архітекторів у Львові (1959, сграфіто);
- розписи на Виставці передового досвіду в народному господарстві УРСР у Києві (1962);
- керамічні мозаїки на дніпропетровських кінотеатрах «Супутник» і «Родина» (1964)[2];
- чотири рельєфи на пілонах мосту через Дніпро у Дніпропетровську (1966, литво, нержавіюча сталь)[2];
- декоративна мозаїка до 50-річчя Радянської влади на Дніпровському автовокзалі (1966—1967)[2];
- рельєфи на Будинку зв'язку у Миколаєві (1970);
- пам'ятник адміралу Степану Макарову у Миколаєві (1976, в співавторстві з Анатолієм Коптєвим);
- панно в інтер'єрі ресторану у Дніпродзержинську[1].

Автор станкових робіт: «Гімн-Молитва» (1998), триптих «Мамай», триптих «Дерево життя», «Катерина», «Покаяння».

## Відзнаки
- Заслужений художник України з 2002 року[6];
- Премія та медаль імені Георгія Чернявського (2020; за значний внесок у розвиток образотворчого мистецтва, а також з нагоди ювілею)[2].